# Отрощенко, Алексей Никифорович
Алексей Никифорович Отрощенко (1923—2003) — участник Великой Отечественной войны, полный кавалер ордена Славы.

## Биография
Родился 12 сентября 1923 года в селе Новоалексеевка ныне Славгородского района Алтайского края в семье крестьянина. Украинец. В 1937 году окончил 5 классов. Жил в поселке Зелёный Клин Славгородского района. Работал в колхозе «Ясная заря» учётчиком тракторной бригады.
В марте 1942 года был призван в РККА Славгородским райвоенкоматом. В запасном полку прошёл военную подготовку. В боях Великой Отечественной войны с июля 1942 года. Весь боевой путь прошёл в составе 321-й стрелковой дивизии (2 формирования), сформированной на Алтае.
Воевать начал простым пехотинцем, после ранения — связистом в дивизионе 76-мм орудий. К началу 1944 года был уже наводчиком в составе расчета 45-мм орудия 1081-го стрелкового полка. Воевал на Западном, 2-м Прибалтийском и 1-м Белорусском фронтах.
В январе 1944 года заслужил первую боевую награду — медаль «За отвагу». Награждён за то, что в бою за деревню Лопатово (Себежский район Псковской области) огнем с прямой наводки уничтожил пулемётную точку и подавил огонь малокалиберного зенитного орудия.
20 июля 1944 года при форсировании реки Западный Буг в составе расчета поддерживал артиллерийским огнем переправу пехоты: разбил дзот, уничтожил три огневые точки. Первым из артиллеристов переправился через реку, на плацдарме участвовал в отражении четырёх контратак. Награжден орденом Отечественной войны II степени.
В августе 1944 года в боях по расширению Пулавского плацдарма на левом берегу реки Висла (Польша) у населенных пунктов Яновец, Журавенец сержант Отрощенко в составе расчета уничтожил зенитный пулемёт и группу вражеской пехоты. Был ранен, но продолжал отражать контратаки противника.
Приказом по частям 312-й стрелковой дивизии (№ 68/н) от 23 августа 1944 года сержант Отрощенко Алексей Никифорович награждён орденом Славы 3-й степени.
24 ноября 1944 года артиллерист поддерживал стрелковое подразделение, проводившее разведку боем в 10 км юго-западнее города Пулавы (Польша). Сержант Отрощенко огнём из орудия прямой наводкой вывел из строя 2 пулемёта с расчетами и обеспечил выполнение боевой задачи.
Приказом по войскам 69-й армии (№ 1/н) от 7 января 1945 года сержант Отрощенко Алексей Никифорович награждён орденом Славы 2-й степени.
Во время Висло-Одерской наступательной операции сержант Отрощенко уже командовал расчетом.
За время боев 14—16 января 1945 года при прорыве глубокоэшелонированной обороны противника расчет сержанта Отрощенко участвовал в боях по освобождению населенных пунктов Цысув, Вильча Воля в 10 км северо-восточнее города Зволень (Польша). Артиллеристы подбили бронетранспортер, уничтожил 4 пулемёта с расчетами, 2 дзота, своими действиями обеспечил подразделениям захват населенных пунктов. В этих боях был тяжело ранен. Был представлен к награждению орденом Славы 2-й степени повторно (в наградном листе ещё не было отметки о предыдущем награждении).
Приказом по войскам 69-й армии (№ 22/н) от 17 февраля 1945 года сержант Отрощенко Алексей Никифорович награждён орденом Славы 2-й степени (повторно).
На фронт больше не вернулся, день Победы встретил в госпитале. Два последних ордена остались не врученными, к тому же в последнем наградном листе фамилия была указана с ошибкой — Атрощенко.
В 1945 году был комиссован из госпиталя по ранению. Вернулся на родину. Работал в органах МВД. Ошибка во фронтовых награждениях была исправлена в 1956 году.
Указом Президиума Верховного Совета от 31 марта 1956 года приказ от 17 февраля 1945 года был отменен и Отрощенко Алексей Никифорович награждён орденом Славы 1-й степени. Стал полным кавалером ордена Славы. Тогда же был вручен и орден славы 2-й степени.
Жил в городе Барнаул. Скончался 18 января 2003 года. Похоронен на Черницком кладбище города Барнаул.

## Память
В городе Барнаул на доме, где жил ветеран (пр. Красноармейский, д. 71), установлена мемориальная доска.

## Награды
- Орден Отечественной войны I степени (11 марта 1985);
- Орден Отечественной войны II степени (9 августа 1944);[1]
- Орден Славы 1 степени (31 марта 1956—№ 3708);
- 2 ордена Славы 2 степени (7 января 1945—№ 49385 и 17 февраля 1945);[2][3]
- Орден Славы 3 степени (23 августа 1944—№ 337148);[4]
- Медаль «За отвагу» (10 февраля 1944);[5]
- Медаль «За боевые заслуги»;
- Ряд прочих медалей